# Altküla (Märjamaa)
Altküla – wieś w Estonii, w prowincji Rapla, w gminie Märjamaa.